# Geometria aritmètica
La geometria aritmètica és una branca de la teoria de nombres, que utilitza eines de geometria algebraica per abordar problemes aritmètics.
Alguns exemples de qüestions que es poden plantejar són:
- Si se saben trobar les arrels d'una equació polinòmica en les complecions d'un cos de nombres, se'n pot deduir que aquesta equació té arrels sobre aquest cos? Se sap respondre a la qüestió en certs casos, se sap que la resposta és no en altres casos, però es creu (conjectura!) que es coneix la barrera que ho impedeix i, per tant, que es pot reconèixer quan aquest enfocament funciona.
- Si un es dona un sistema d'equacions polinòmiques sobre un cos finit, com comptar les arrels? Si s'amplia el cos, com evoluciona el nombre d'arrels?